# 14 Korpus Kawalerii (ZSRR)
14 Korpus Kawalerii (ros. 14-й кавалерийский корпус) – wyższy związek taktyczny kawalerii Armii Czerwonej z okresu II wojny światowej. 
14 Korpus Kawalerii (14 KKaw.) sformowany został rozkazem z 4 stycznia 1942. Nie uczestniczył w walkach na froncie radziecko-niemieckim. Rozformowany został w kwietniu rozkazem z 16 marca 1942.

## Dowództwo korpusu
Dowódcy:
- płk Aleksiej Dutkin (23.01.1942 - 03.02.1942)
- gen. mjr Nikołaj Kiriczenko (04.02.1942 - 05.04.1942).

Szefowie sztabu:
- płk Aleksiej Dutkin[1].

## Struktura organizacyjna
- 76 Dywizja Kawalerii
- 77 Dywizja Kawalerii
- 78 Dywizja Kawalerii
- 94 Dywizja Kawalerii
- 78 Brygada Pancerna[1].